# 江宁镇站
江宁镇站是位于江苏省南京市江宁区江宁街道的一个铁路车站，邮政编码211100。车站建于1936年，有宁铜铁路经过该站，现不办理客货运业务，车站及其上下行区间均未电气化。车站距离中华门站25公里，隶属中国铁路上海局集团有限公司，是四等站。
自2015年8月起，本站被铁路线路隔离栏封闭，仅办理列车会让业务，驻站人员全部撤销，车站的集中联锁道岔和信号由南京东调度所统一控制。
宁芜铁路扩能改造工程规划在本站南侧6公里处新建江宁镇南站，设6条到发线（含2条正线），办理货运业务。